# みづうみ
『みづうみ』は、川端康成の長編小説。川端の日本的鎮魂歌路線とは異質で、発表当初、好悪の分れる衝撃的な作品として受け取られ、〈魔界〉のテーマが本格的に盛り込まれ始めた小説である。気に入った美しい女を見かけると、その後を追ってしまう奇行癖のある男が、ある聖少女の美しい黒い目の中のみずうみを裸で泳ぎたいと願う物語。様々な女性への秘めた情念を、回顧、現実、妄想、幻想などの微妙な連想を織り交ぜた「意識の流れ」で描写し、「永遠の憧れの姿」に象徴化させている。現代仮名遣いでは『みずうみ』表記だが、原題のまま論じられることが多い。
1966年（昭和41年）に、本作を原案とした映画『女のみづうみ』が岡田茉莉子主演で制作された。

## 発表経過
1954年（昭和29年）、雑誌『新潮』1月号（第51巻第1号）から12月号（第51巻第12号）に連載された（全12回）。
単行本は、翌1955年（昭和30年）4月15日に新潮社より刊行された。その際に大幅な加筆訂正がなされ、連載第11回の後半と第12回の全文が削除された。この時に川端は当時の編集担当者へ未完作である旨を伝えたとされる。削除された回の章は、新潮社より刊行の『川端康成全集第18巻 小説18』（1980年3月）の「解題」中に掲載されている。
翻訳版は月村麗子訳の英語（英題：“The Lake”）のほか、スペイン語（西題：El lago）、韓国語（韓題：湖水）、フランス語（仏題：Le lac）など世界各国で出版されている。

## あらすじ
桃井銀平は或る女の魔性に惹かれて後をつけ、その女が銀平から逃げる間際に落としていったハンドバッグから金を盗んでしまい、いたたまれなくなり東京から信州へ逃げた。夏の終りの軽井沢のトルコ風呂へやって来た銀平は、湯女のマッサージを受けながら、高校教師だった頃に初めて後をつけた教え子・玉木久子のことや、母方の従姉・やよいへの少年時代の初恋を回顧する。
銀平の母親は湖近くの名家の出で美しかったが、銀平は父親ゆずりの猿のような甲の皮が厚い醜い足だった。父がその湖で変死して以来、母の親類は銀平の一家を忌み嫌い、やよいも露骨に銀平を見下した。
玉木久子と銀平は、生徒と教師の間柄で密会し、そのことが原因で銀平は教職を追われ、久子は別の学校へ転校した。その後も2人は関係を続けて、久子の部屋に忍び込んだことが家人に見つかったこともあったが、結局2人は別れを決めた。
銀平に後をつけられハンドバッグを落とした水木宮子は、元は良家の娘だったが敗戦で家の財産がなくなり、金持の有田老人の愛人をして暮らしている。美貌の宮子はよく見知らぬ男たちにつけられた。落としたバッグの中には通帳とおろしたばかりの大金があったが、パトロンの有田や女中には金を引き出したことは内緒だったので警察には届けなかった。
宮子には大学に入学する弟・啓助がいて、そのための資金だった。啓助と同級の友人・水野には、15歳の恋人・町枝がいた。町枝は両親に水野との交際を反対されていたため、犬の散歩の時に土手で2人は会っていたが、ある日そこへ向う坂道で、町枝は不審な男（銀平）に後をつけられ、声をかけられた。
銀平は我を忘れて、犬を散歩させている可憐な色白の少女（町枝）を追跡していた。その少女は古里のやよいや、元教え子の玉木久子よりも美しかった。銀平は声をかけたが、少女は何も答えず相手にしなかった。少女のその美しい目の「黒いみずうみに裸で泳ぎたい」という奇妙な憧憬と絶望を銀平は覚えた。
恋人らしき学生（水野）と芝生の上で談笑する少女を呪わしく見つめながら、銀平は父親を殺した犯人を見つけて仇討ちを誓った頃のことを思い出す。少女が帰った後、学生にからんだ銀平は土手から突き飛ばされた。銀平は突っ伏しながら、やよいや玉木久子のことを回想する。
6月に堀で催された蛍狩りに少女（町枝）が現われた。必ずそこへ来ると見込んでいた銀平は天女のような少女を見つめ、来世は自分が美しい足の若者に生まれ変って、2人で白のバレエを踊りましょうと、独り言を言った。銀平は帰りの坂道で土手を登るとき、戦時中に自分と関係した娼婦が産んだ捨て子の赤ん坊の幽霊が土手の土の中を這うのを見る。
銀平は、玉木久子が別れの時に、いつかどうしても先生に会いたくなったら、上野の地下道に先生がいても会いに行くと言った言葉を思い出し上野駅に向った。駅を出ると、ゴム長靴をはいた醜い女が、自分に目くばせしたと言ってついて来たので、一緒におでん屋で飲んだ。店を出ると女はしなだれかかり、銀平も自分に似合いの女だと調子を合わせた。
おそらく不恰好で醜いであろう女の長靴の中の足を見たいと銀平は思ったが、それが自分の醜い足を並んでいるところを想像すると嘔吐を催して、安宿へ導こうとする女の腕を振り解いて逃げた。女に小石をぶつけられ、情けない気持でアパートに戻った銀平は靴下を脱ぎ、くるぶしが薄赤くなっているのを見た。

## 登場人物
桃井銀平
34歳。元高校の国語教師。甲が厚くて黒ずみ、土踏まずに皺が多く、節立った長い指の、猿のような醜い足に劣等感を持つ。元学徒兵。犬嫌い。美しい女の後を追跡する奇癖がある。裏日本の海辺の生まれ。子供の頃、両親と祖父母と、出戻りの叔母（父の姉）と住んでいた。母は名家の出だったが格の違う醜い父と結婚した。11歳の時に父が、母の古里の村の湖で頭に傷を負った溺死体で発見されるという自殺か他殺か判らない奇怪な死を遂げる。母は銀平が東京で苦学している頃に胸を患い死去。この世の果てまで後をつけるというのは、その女を殺してしまうしかないことだと考えている。
湯女
20歳前くらいの娘。軽井沢のトルコ風呂の湯女。ミス・トルコと呼ばれている。天女のようなきれいな声。新潟県出身。
玉木久子
銀平の元教え子。銀平がはじめて後をつけた女。家は戦後に建てた豪華な洋館。浅黒い肌。銀平に身をまかし、山の手の焼け跡となっている久子の元の屋敷の塀の中〈草葉のかげ〉で密会する。のちに〈草葉のかげ〉に建つ家は、結婚した久子の新居になる。
恩田信子
玉木久子の同級生で親友。久子と教師の銀平との関係を、校長と久子の父に告発し、秘密を漏らす。成績は良いが自我も強い。
久子の両親
娘と銀平との仲を知り、娘を転校させる。空襲で家が焼けたが、戦後すぐに立派な洋館を建てられた金持ち。父親が秘密の裏の仕事をしているらしい。銀平は、久子の部屋で密会しているのを見つかった時、ピストルで久子と親を殺し、自分も死ぬ妄想を抱く。
ストリート・ガール
街娼。銀平が久子の後をつけ、門前から逃げた後、盛り場で声をかけてきた女。自称・女子学生。
やよい
銀平の従姉（母の兄の娘）。銀平よりも2歳年上。12、3歳の頃の銀平の初恋。湖のほとりを2人でよく歩いた。銀平の母は実家の兄に、嫁ぎ先の生活の不満を訴えていた。やよいは、銀平の父は殺害されたと銀平に言う。やよいは海軍士官と結婚した後、未亡人となる。
水木宮子
25歳。美貌の女。見た目は歳より若い。銀平に後をつけられ、ハンドバッグで追い払い、それを落として逃げる。老人の愛人をしながら、屋敷町に居住。裕福な家庭で育ったが、敗戦で宮子の一家は財産を失い、初恋の人も戦死した。銀平にすれ違いざま、同じ〈魔界の住人〉と思われる。
有田音二
70歳間近の老人。会社社長。水木宮子のパトロン。自宅にも家政婦という名目の30代の美人の愛人・梅子がいる。梅子も宮子もお互い、それを承知している。有田が30代の時に、妻は嫉妬で自殺。有田はよく悪夢にうなされる。有田の秘書は、銀平の学生時代の友人で、有田の演説代作の仕事を銀平に廻している。有田は玉木久子の父親と知り合いで、久子の転向先の女学校の理事長。
たつ
水木宮子の家の女中。愛人の宮子の弱みにつけこんで、自分の娘・さち子も女中として呼び入れ、娘に有田老人を宮子から盗ませ、愛人にさせようと企んでいる。有田老人が旅行中に宮子に預ける宿代やチップを、ごまかしてピンハネするように宮子にアドバイスする。同じように、自分も宮子から買物代をピンハネし、こつこつ貯金している。戦死した夫に苦労させられた。
さち子
17歳。たつの娘。水木宮子の家の女中。行儀がよい。母・たつの指南で香水をつけさせられている。子供の頃、父親が夫婦喧嘩で投げた火箸が首に刺さって怪我をし、小さな傷が残っている。
水木啓助
水木宮子の弟。おとなしい性格。頭はいいが臆病な性格で大学入試の試験場で脳貧血を起こしたりする。受かっても入学金が払えないと思い、余計に気弱になり遺書を書く。母は、息子を入学させるために、夫の友人に借金をしてまでお金を使った。宮子は貯金をおろし母に渡そうと考えていた。
水野
啓助の仲のいい友人。気の弱い啓助が同じ大学に入るために試験場で答案を2枚分書いてもいいと言ってくれる。15歳の恋人・町枝がいる。
町枝
15歳。水野の恋人。どこか愁いがある清らかな少女。色白で濡れたような美しい黒い目。両親に水野との交際を反対されている。柴犬・ふくを連れた散歩中に銀平に目をつけられる。天上の匂いのするような、輝く白い肌。
西村
戦時中の銀平の悪友。娼婦が産んだ銀平の子らしき赤ん坊が、銀平の下宿の前に捨てられていたのを、銀平と一緒に娼家の前に戻す。西村は戦死。
小母さん
学生の銀平が下宿していた家の主婦。門の前に置かれた捨て子の赤ん坊を見て騒ぐ。
ゴム長靴をはいた女
40歳前くらい。日焼けした顔で、薄よごれた身なりの醜い女。街娼。夫はなく、家には13歳の娘がいる。

## 作品背景

### 作品構造の特徴
初出誌では、作品冒頭部と末尾が照応しており、円環構造となっていたが、単行本刊行に際し、連載第11回の後半と最終回の第12回の全文（2羽の鴬を鳥籠に戻せずに困っている玉木久子の夢を見た5、6日後に、水木宮子のバッグを路上で奪う結果となった主人公・銀平が逃避行して信州の温泉場にいる展開）が切り捨てられたため、冒頭部の時空間に戻っていく円環構造が崩れ、未完のまま放置された作品となった。
またそれ以外にも、第2章だけが銀平でなく、宮子の視点となっていることや、第3・4章が、流れる意識と幻視の主体である銀平が不在の時間に置かれていることなど、西欧の小説手法の観点から見た場合、語りの視点や構成に瑕瑾を残していると見なされる点が多くある。しかし、それらの一切を補償しても余りあるような、日本の古典（和歌、連歌）からの影響の見える前衛的、幻視的な文体を確立しており、それが特徴となっている。

### その他
川端康成は文芸評論家で翻訳者の月村麗子に、「銀平はみづうみに帰らなければならないですね」と語っていたとされる。
『みづうみ』発表から7年後、川端は編集を担当した1961年（昭和36年）10月10日刊行の写真集『湖』の「まえがき」で、湖について以下のように述べている。

## 作品評価・研究
『みづうみ』は発表当初、川端作品の愛読者や追随者の間でも、困惑し、嫌悪を示した者も多かったが、後期の川端の思想が如実に表わされている作品という評価も多く、川端の〈魔界〉世界がよく示されている作品でもある。またこの作品は主人公の「意識の流れ」を描いているが、こういった試みは初期作品の『針と硝子と霧』（1930年）、『水晶幻想』（1931年）などにも見られ、自由な時間移行の構成を「反・時間的小説」として評価されている。
三島由紀夫は、「因縁の糸がそれぞれ全部つながっていて、偶然をものともせず人物がみなつながっていて、すべて因果応報の理によって動くようなところ」が、草双紙だと思うとして、『みづうみ』を「川端氏が草双紙風の筋立てで書いた、華麗な暗黒小説」だと表現しつつ、以下のように評している。
そして三島は、その「悪」は、「まったく感性的な悪」、「全然無害な無気力な悪」であり、「日本的な悪というのは背徳ではなくて、感性をそのままほっぽり出しておけば人間は悪になるという考え」であるから、主人公の銀平のような「普通の日本的な男をほっぽり出して彼の感性のままに行動させれば必然的に悪になる」とし、その悪が他の人間とぶつかり合う時には、人間関係が生じずに「美学だけが生じてしまう」というのが、川端文学のモチーフとなっていると解説している。
中村真一郎は、その三島から『みづうみ』の「不快な読後感を情熱的に」、「独特の繊細な表現」で聞かされ、興味をそそられて読んで「三嘆」し、「この作品は私にとっては戦後の日本小説の最も注目すべき見事な達成だと感じられた」と述べている。そして主人公の「意識の流れ」の描写の美しさに驚き、従来的な19世紀の客観主義の手法で描けば、ただの「偏執者」になりかねない人物を、西欧20世紀の主観的表現方法の「意識の流れ」を用い、心の動きを「内部」から描くことにより、「その執念、その情念が、永遠の憧れの姿にまで、象徴化されることができた」と解説しつつ、その川端独特の「抒情的感覚的映像」の断片により、一つの小説に「幾つかの華やかな布地の綴織りのような面影」が作られているとしている。
また中村真一郎は、『みづうみ』の手法と似ているクロード・モーリアック（モーリアックの息子）の『全ての女は宿命的』も、主人公の意識から多くの女性の思い出を混合し、超現実主義的であることに触れつつ、モーリアックとは異なる川端の特徴を、「日本的超現実主義――中世の連歌における“匂い付け”と呼ばれるような、不思議な微妙な連想作用によって行われている」とし、「夢」の作用と似ている『みづうみ』が、ノヴァーリスやティークのドイツ浪漫派や、それに連なるフランスのネルヴァルの作品とも、「遥かに通い合っている」と考察して以下のように評している。
中村光夫は、三島由紀夫が川端の人生を「旅」に喩え、「永遠の旅人」と呼んだことに関連し、川端にとって、旅が人生の象徴であるように、「すべての人間関係」が〈ゆきずり〉であるという思想が老年まで根を張り、それをすべての事象に川端が実感していることが見られるとし、『みづうみ』で銀平が、〈ゆきずり〉の人を〈ゆきずり〉のままで別れてしまうことを哀惜し、〈この世の果てまで後をつけてゆきたい〉という願望の不可能を、〈この世の果てまで後をつけるといふと、その人を殺してしまふしかないんだからね〉と語る場面に触れながら、そこで川端が広い意味での親子・夫婦も含めた全ての〈ゆきずり〉の人間関係（人間は誰しも偶然に出会い必然に別れる）を示唆していると解説している。
そして中村光夫は、どんなに世渡り上手で利口な人間でも、現実に衝突し夢破れた経験はある筈ゆえ、社会の外にいる銀平の「社会的存在感の喪失」は何らかの共感を誘い、川端は、そこに社会生活での「人間の存在形式」を見つめ、「すべての人間関係が〈ゆきずり〉である以上、人間に救いがあるわけはない、ただ我々は銀平のように馬鹿正直でないから、適当にあきらめているだけではないか」という暗黙の問いかけがあると考察している。
田村充正は、『みづうみ』を「時空間の拘束」にとらわれることなく、主人公銀平が幼少時に負った心の傷をひたすら追っていく物語であるとし、その方法が、分析や解明を主とする西欧的な小説と違い、様々な感情を「芸術の言葉」に変えて、「和歌への結晶を志向する歌物語」と同様の方向性を持っているため、「西洋の前衛と日本の古典」の融合という川端作品の特質が見られると考察している。
そして田村は、初出誌連載時では終結部が、再び冒頭部へ繋がる円環構造となっていたことを鑑み、宮子の視点の第2章以外は、物語が「信州から信州へという構成においても、やよいからやよいへという主人公の意識においても完全な円環性をその特徴としている」と説明しながら、その「円環の中心にある〈みづうみ〉」に立ち返って自身が受けた心の傷の謎を解明しようとする志向が銀平には無く、もし解明されても自分の傷が癒えることがないことを知っているため、「癒やして過去に訣別する方途がない」ならば、「銀平は宮子のあとに続く第四、第五の女を追い続ける宿命にあるはずである」と論考し、それゆえに、単行本刊行に際し削除された結末部分は、あえて削除する必然性がなかったと述べ、以下のようにまとめている。
原善は、『みづうみ』に登場する女性の系譜の発端に「母」があり、『反橋』三部作（「反橋」「しぐれ」「住吉」）で顕在化した「母恋」のテーマの流れの共有があるとし、それは、孤児の生い立ちに加え、子宝にも恵まれなかった「不妊」（最初の死産を含む、妻の数度の流産）の状況により、本当の意味での「孤児」の悲哀、「孤独」の感を強めた川端が、自己救済の発展としていった「母恋」という形の「魔界」であるとしている。そして『みづうみ』の「魔界」では、「行為者そのものの中に共存する淪落と浄化の志向の、拮抗する緊張関係」がより明確になり、銀平が思い浮かべる〈みづうみ〉は「母性」の象徴で、女の中に見出す「母なるもの」と「性なるもの」は、『眠れる美女』の女性たちへ向けられた〈冒瀆と憧憬〉の共存する対象であると解説している。
また、川端自身の分身である銀平（美女追跡者）の「美への追跡」は、「作家川端の文学における美の追求」の具現化であるとし、川端文学の〈魔界〉について、「一見するとそれと誤認される皮相な背徳や悪の世界のみではなく、そういった淪落への志向と同時に自己浄化の志向をも持った人物の、その両志向の二律背反的な拮抗によって裏打ちされるところの、美と倫理の危うい均衡の中で燃焼するエロスの世界だとする理解が導ける」と原は考察している。
さらに原は、三島が『みづうみ』を「草双紙」と言ったことと、宮子のパトロンが銀平にも繋がりのある人物だという「因果」、「因縁の糸」を所々に含めている川端の「運命・因縁」へこだわりを見て、辻邦生が指摘した「“孤児”という宿命的な状況は、氏をして、生の底面にある、動かしがない何ものかの存在を、いや応なく認めさせずにはおかなかった」という言葉を引きながら、多くの血縁の死を経験した川端が、新たな血縁を求めるも子宝に恵まれなかったという、「自らを支配する暗い宿命」を意識せざるをえなかったゆえに、「運命・因縁」が作品主題となることが多いと考察している。
林武志は、『みづうみ』において、「自失」（「忘我」）と「狂気」に注目し、「〈自失〉の追跡といい、〈狂気〉の世界といい、いずれも人間的日常的時間が切断された〈虚の時空〉、非日常的な〈幻の時空〉」であるとし、銀平が追い求め続けた〈魔界〉とは、「この〈虚（幻）の時空〉」であり、「常住不能な非連続の世界」だと論じて、〈秘密がない〉という点では少なくとも「〈天国〉（仏界）即〈地獄〉（魔界）」であり、銀平にとって〈一瞬〉の〈狂態〉が「至福の時空」だと考察している。
岩田光子は、『雪国』の「温泉」と、『みづうみ』の「トルコ風呂」との類似性を指摘しながら、それを「現実から非現実への移行」のための「通路」だとし、『みづうみ』を「魔界礼讃」の作品だと評している。

## 映画化
『女のみづうみ』モノクロ 98分。1966年（昭和41年）8月27日封切。
作品の内容は、原作とはかなり違った翻案作品である。吉田喜重と岡田茉莉子が映画化の了承を得るために川端邸を訪れた時、「あの作品は、これまで誰も映画化したいといわなかった。喜んであなたに差し上げます」と川端から言われ、原作料も破格の値で提供されたという。

### スタッフ
- 監督：吉田喜重
- 脚本：石堂淑朗、大野靖子、吉田喜重
- 製作：駒崎秋夫、久保圭之介
- 撮影：鈴木達夫
- 美術：平田逸郎
- 編集：清水幸子
- 音楽：池野成
- 録音：加藤一郎
- 照明：海野義雄
- スチル：長谷川元吉
- 衣裳デザイン：森英恵

### キャスト
- 水木宮子：岡田茉莉子
- 水木有造：芦田伸介
- 桜井銀平：露口茂
- 北野：早川保
- 町枝：夏圭子
- はるみ：益田紘子
- はるみの母：益田愛子

## テレビドラマ化
- 文學ト云フ事『みづうみ』（フジテレビ） 
  - 1994年（平成6年）5月3日 火曜日 24:55 - 25:25
  - 演出：片岡K。音楽：佐々木貴。企画：斎藤秋水、鈴木吉弘（企画協力：和田晃）。プロデュース：小島美佳（デスク：松田敦子）
  - 出演：大高洋夫、井出薫、宝生舞、角口明美、星野衣厘。文學ノ予告人：鈴木清順
  - エンディング・テーマ：原田知世「T'en va pas」

## おもな収録刊行本

### 単行本
- 『みづうみ』（新潮社、1955年4月15日） NCID BN10256888
  - 装幀：徳岡神泉。題簽：町春草。B6判。函入。207頁
- 『みづうみ』（新潮文庫、1960年12月25日。改版1991年4月10日）
  - カバー装画：平山郁夫。解説：中村真一郎
  - ※ 現行版は『みずうみ』表記。
- 『みづうみ』（角川文庫、1961年12月） 
  - 解説：瀬沼茂樹
- 英文版『The lake』〈訳：Reiko Tsukimura〉（Kodansha International、1974年）

### 選集・全集
- 『川端康成選集第10巻』（新潮社、1956年9月30日）
  - 装幀・題簽：町春草。小型B6判函入。口絵写真1葉
  - 収録作品：「日も月も」「みづうみ」
- 『川端康成全集第11巻 みづうみ・眠れる美女』（新潮社、1962年8月10日） - 全12巻本全集
  - 菊判函入。口絵写真2葉：著者小影、十便図――浣濯便（池大雅）
  - 月報（第12回）：三島由紀夫「最近の川端さん」。中村光夫「解説――『みづうみ』と『眠れる美女』」。河上徹太郎「解説――川端文学の故郷」。川端康成「口絵解説――池大雅『十便図』のうち『浣濯便』」。川端文学参考文献一覧
  - 収録作品：「みづうみ」「故郷」「あの国この国」「弓浦市」「並木」「船遊女」「古里の音」「眠れる美女」「呉清源棋談」
- 『川端康成全集第11巻 みづうみ・眠れる美女』（新潮社、1969年6月25日） - 全19巻本全集
  - カバー題字：松井如流。菊判変形。函入。口絵写真2葉：著者小影、光琳牡丹絵皿（尾形光琳）
  - 月報（第3回）：福原麟太郎「文体革命の時代」。上林暁「川端康成朝臣」。〔川端文学への視点（3）〕長谷川泉「幻の処女著作集『驢馬に乗る妻』」
  - 収録作品：「みづうみ」「故郷」「あの国この国」「弓浦市」「並木」「船遊女」「古里の音」「眠れる美女」「呉清源棋談」
- 『川端康成全集第18巻 小説18』（新潮社、1980年3月20日） - 全35巻本・補巻2全集
  - カバー題字：東山魁夷。四六判。函入
  - 月報：中村光夫「川端文学の特質」「『みづうみ』と『眠れる美女』」。川端秀子「川端康成の思い出（2）」
  - 収録作品：「みづうみ」「眠れる美女」「古都」「たんぽぽ」

## 派生作品・オマージュ作品
※出典は
- 共喰い（田中慎弥、2011年10月）